# International Traffic in Arms Regulations
International Traffic in Arms Regulations (ITAR) är en uppsättning regler uppställda av USA för att reglera export och import av varor relaterade till militärt bruk. Reglerna tolkas och hanteras av USA:s utrikesdepartement (Department of State). Målsättningen är att stödja USA:s strategiska mål och utrikespolitik genom handelskontroll.
Listan över de varor som omfattas av ITAR kallas United States Munitions List (USML). I listan ingår förutom all direkt militär materiel också utrustning och komponenter som kan användas för utveckling av militär materiel, information (exempelvis mjukvara och handböcker) och generellt hela teknologiområden (exempelvis strålningstoleranta elektronikkomponenter). För att importera en kontrollerad vara från USA krävs en exportlicens. Över 60 000 ansökningar om sådan licens hanteras årligen, och behandlingen kan ta lång tid.
ITAR infördes 1976, och var avsedd att vara ensidiga regler motsvarande de som tidigare införts inom CoCom. Till skillnad från CoCom, som upplöstes 1994, finns ITAR kvar även efter kalla krigets slut.
ITAR har kritiserats för att det hämmar amerikanska exportföretag inom högteknologi, samt internationellt samarbete inom forskning och teknologi.